# Grądzik (województwo mazowieckie)
Grądzik – wieś w Polsce, położona w województwie mazowieckim, w powiecie ostrołęckim, w gminie Olszewo-Borki.
Wieś o nazwie Grądzik została ustanowiona na mocy rozporządzenia, które weszło w życie 1 stycznia 2023.